# Ermsinghausen
Ermsinghausen ist ein Stadtteil im nordrhein-westfälischen Geseke im Kreis Soest.

## Geographische Lage
Ermsinghausen liegt circa sechs Kilometer westlich von Geseke. Der Ort grenzt im Osten an Störmede, im Süden an Langeneicke, im Norden an Ehringhausen und im Westen an die Stadt Lippstadt.

## Geschichte
Der Ort wurde im Jahr 1182, als Besitz des Paderborner Klosters Abdinghof, erstmals erwähnt. Am 1. Januar 1975 wurde Ermsinghausen im Zuge der kommunalen Neuordnung auf die Städte Geseke (mit 1,13 km²) und Lippstadt (mit 1,47 km², unbewohnt) aufgeteilt.

## Politik
Ermsinghausen bildet zusammen mit Langeneicke einen Gemeindebezirk. Ortsvorsteher dieser beiden Dörfer ist Niklas Heiermann (CDU).